# 六軒町のサイカチの木

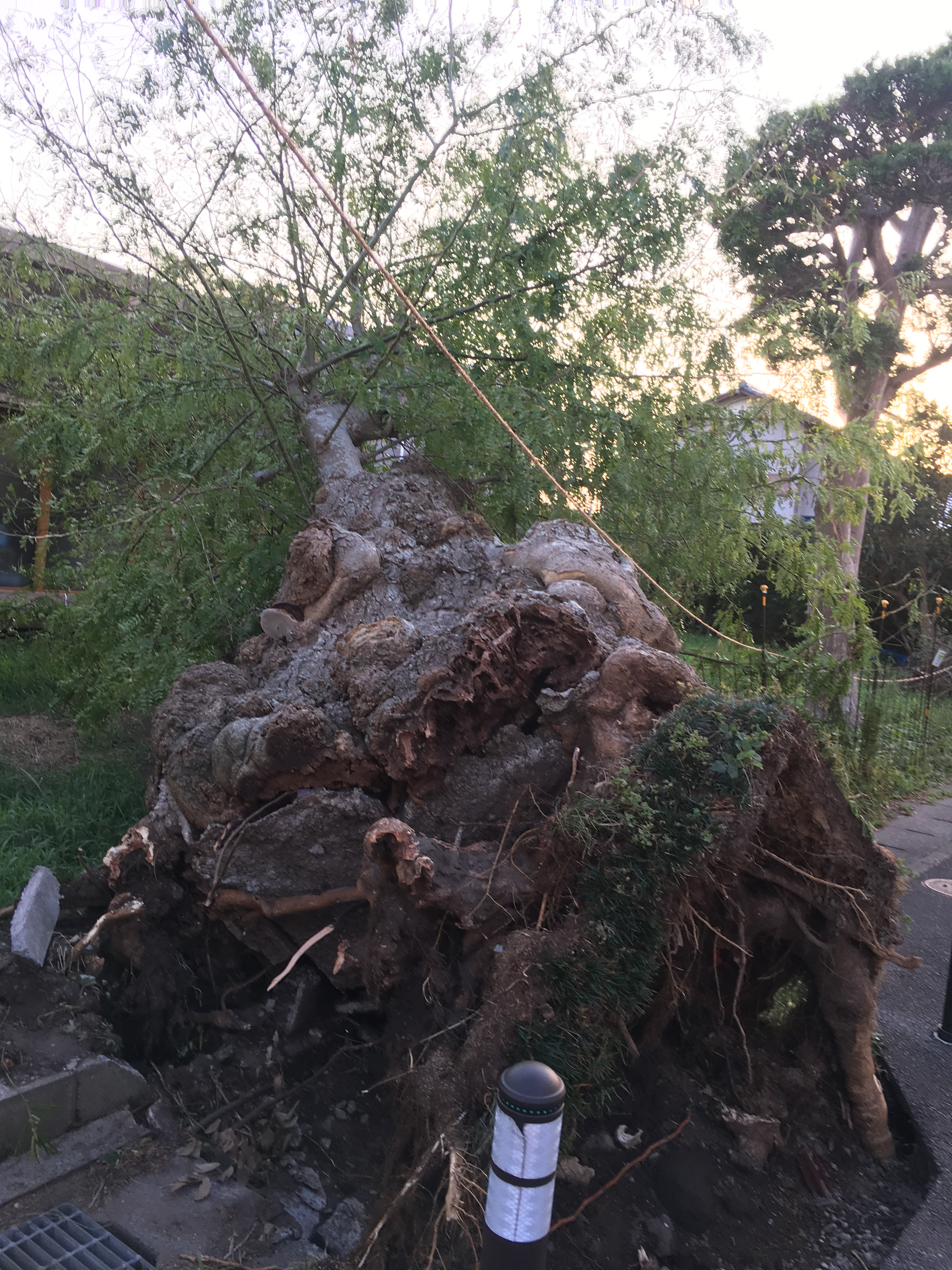
倒木後のサイカチの木(2019年9月10日撮影)

六軒町のサイカチの木（ろっけんちょうのサイカチのき）は、千葉県館山市に生育しているサイカチの巨木である。伝承によれば樹齢は1,000年といい、1703年（元禄16年）に発生した元禄地震の際には、人々はこの木に登って襲い来る津波から身を守ったといわれる。木はもともとは2本あったが、1923年（大正12年）の関東大震災でうち1本が倒伏した。この木は2013年（平成25年）に館山市の天然記念物となったが、2019年（令和元年）9月の令和元年台風第15号（令和元年房総半島台風）の被害を受けて倒伏した。館山市教育委員会はこの事態を受けて、2020年（令和2年）3月19日付で市の天然記念物指定を解除した。その後のこの木は倒伏状態ながらも不定根の発生が確認されるなど、再生の兆しを見せている。

## 由来

### 木の来歴
この木の名称に冠されている六軒町（ろっけんちょう）は、館山市北条地区の小字名である。北条地区は館山市の中央部を占め、その中でも六軒町は「館山銀座」とも呼ばれる地内一番の繁華街でJR館山駅からもほど近い。
六軒町のサイカチの木と呼ばれるこの木は、館山駅から北条中央公園に向かう途中の市道脇に生育している。公園に隣接する
館山市図書館から50メートルほど手前にある十字路の塀際で育ち、主幹の大半が市道に乗り出した状態である。
この木は所有者宅の鬼門封じとして植えられたといわれ、伝承では樹齢は1,000年とされる。樹齢について、環境庁による巨樹・巨木林調査では「300年以上」と記録されている。館山市による調査（天然記念物指定時）では樹高は7.82メートル、胸高直径は3.93メートル、根回り4.93メートル、枝張りは東2.20メートル、西に4.70メートル、南2.43メートル、北1.80メートルを測った。主幹には地面から3.5メートルほどの高さまで落雷によるという大きな空洞を生じているものの、空洞内部の炭化が主幹の腐朽を防いでいた。大枝には損傷や枯損が見受けられたが、主幹の南東部に発達したカルス（癒合組織）が形成されていて、樹勢を保持している状態であった。
往古のこの付近では、海岸線は館山駅付近にあったといわれる。1703年（元禄16年）に発生した元禄地震の際には、人々はこの木に登って襲い来る津波から身を守ったと伝わる。木はもともと2本生育していた。そのうち1本は1923年（大正12年）の関東大震災によって倒伏した。倒伏した木の幹で作られた火鉢が受け継がれている。
この木を保護するため、所有者を代表とした「サイカチの木を守る会」が2011年（平成23年）に発足していた。この会は木のことを長く守り伝えることなどを目的として「サイカチの詩（うた）」という歌曲を作ったり、木の見学会を開催したりするなどの活動を続けていた。
この木は優れた樹姿に加えて地震から人々を守ったという伝承を持つことなどから、古来から地域に親しまれていた。さらに、「サイカチの木を守る会」が組織されていて、地元町内会も木の保存への理解があることが評価され、「六軒町のサイカチの木」として2014年（平成26年）2月26日に館山市の天然記念物となった。

### 倒伏とその後
2019年（令和元年）8月30日に発生した熱帯低気圧は発達して同年9月5日に台風となり、「令和元年台風第15号（ファクサイ）」と命名された。この台風は同月9日に房総半島を通過して大きな被害を出し、六軒町のサイカチの木もその影響を受けて根元から倒伏した。木の保存に関わってきた地元の関係者は「とても残念な状況だが、周囲の建物を壊すことはなかった。誰にも迷惑を掛けずに倒れた、と言えるのではないか」と倒伏を惜しんだ。
館山市はこの事態を受けて木の調査や枯れ枝の剪定などの応急処置を行い、現状のまま保存する方法を検討した。2020年（令和2年）2月21日開催の館山市文化財審議会では、「六軒町のサイカチの木は災害を伝える記憶遺産でもある。指定にあたっては、天然記念物としての価値だけでなく民俗伝承の存在も考慮されている。（中略）経緯は市で記録してほしい。」などの意見が出された。
審議の結果、館山市文化財審議会による「現状のままの樹形を維持しながら保護することは難しく、被害を受けた現状と所有者の意向を考えると指定解除はやむを得ない。」との答申を受けて、同年3月19日の定例教育委員会で議決し、同日指定解除となった。ただし、「指定解除で終わり」にするのではなく、所有者、「サイカチの木を守る会」、地域などと協力のうえで説明プレートを木の所在地に設置するなどの解除後の対応を検討してほしいという意見も出され、「今回は指定解除について審議し、指定解除後の記憶、記録を残す方策については今後も協議を行う。」という結果となった。
倒伏後のこの木を診断した樹木医は、再生困難と判断していた。それでもこの木は枯死状態に至らず、枝葉を茂らせ続けた。千葉県樹木医会南ブロックの樹木医たちが引き続きこの木を観察していたところ、不定根が幹の洞内から発生し、根元の地面に入り込んでいたのを確認した。
これを受け、「サイカチの木を守る会」は2024年（令和6年）3月に「サイカチの木を見て語る会」を市民公開講座として開催した。「サイカチの木を守る会」は開催の理由として、この年は関東大震災から101年にあたり、この木の強い生命力と歴史を考える場として設けたという。
地方史研究協議会は、2023年（令和5年5月）に『非常時の記録保存と記憶化』という書籍を発行した。この本では戦争・大規模災害・感染症の記録保存が扱われている。「II 大規模災害の記録保存」中の「図書館は非常時の記憶と記録をどう生かせるか」で令和元年房総半島台風に対する館山市図書館の取り組みが記述され、その中に六軒町のサイカチの木が取り上げられている。
館山市の住民からは、この木が倒伏状態とはいえ生命を保ち、新芽等も確認されていることから市の天然記念物再指定への意見が出されている。その理由として「台風被害の記憶、また館山市復興の象徴として重要な文化財」であることが挙げられた。

## 交通アクセス
所在地
- 千葉県館山市北条1754番地[4]

交通
- 館山駅より徒歩5分[4]。